# Juan I de Borbón-La Marche
Juan I de Borbón (1344 - † Vendôme, 12 de junio de 1393), noble francés, conde de La Marche, conde de Vendôme (como Juan VII de Vendôme) y conde de Castres, fue el que reunió la casa de Vendôme con la de Borbón, de la que era descendiente, dando origen a la dinastía directa de los reyes Borbones de Francia y de España. 

## Biografía
Era el segundo hijo de Jaime I de Borbón-La Marche y Juana de Chatillon. Siendo todavía niño, fue capturado junto a su padre en la Batalla de Poitiers del 19 de septiembre de 1356, en la que también resultó muerto su tío Pedro I de Borbón y tras la cual, su padre debió entregar a los ingleses el condado de Ponthieu.
La muerte de su padre en la Batalla de Brignais y la de su hermano Pedro II de La Marche tras las heridas recibidas, llevaron a que Juan les sucediera como Juan I de La Marche en 1362.
Participó activamente en la Guerra de los Cien Años siendo nombrado gobernador del Lemosín, tras su contribución en su campaña de reconquista. En 1366 acompañó a Beltrán Duguesclín en su campaña durante la guerra civil castellana en contra de Pedro I el cruel.
En 1382 se unió a Carlos VI de Francia en su campaña en Flandes para reprimir la revuelta de los Maillotins que culminó en la batalla de Roosebeke. En 1392 también acompañó al rey Carlos VI en su lucha contra el duque de Bretaña.

### Matrimonios e hijos
Contrajo matrimonio con Catalina de Vendôme el 28 de septiembre de 1364, dando origen a la dinastía Borbón-Vendôme, línea directa de los reyes borbones de Francia y de España
De su matrimonio con Catalina nacieron: 
- Jaime, conde de La Marche y de Castres (1370–1438).
- Isabella (nacida en 1373), monja en Poissy.
- Luis, conde de Vendôme (1376–1446).
- Juan, señor de Carency (1378–1457), casado en 1416 con Catalina, la hija de Felipe de Artois, conde de Eu.
- Ana (1380 – 1408), casada en 1401 con Juan II de Berry, conde de Montpensier muerto el mismo año, y en 1402 con Luis VII de Baviera.
- Maria (1386–1463), Lady de Brehencourt, casó con Juan de Baynes, Lord de Croix.
- Carlota (1388–1422), casada en 1411 con el rey Jano de Chipre.